# مرا فرشته صدا نکن
«مرا فرشته صدا نکن» (به انگلیسی: Don't Call Me Angel) ترانه‌ای از خواننده‌های آمریکایی، آریانا گرانده، مایلی سایرس و لانا دل ری است. این ترانه در ۱۳ سپتامبر ۲۰۱۹ به عنوان تک‌آهنگ اصلی موسیقی متن فیلم فرشتگان چارلی، براساس مجموعه تلویزیونی با همین نام ساخته ایوان گاف و بن رابرتس توسط ریپابلیک رکوردز منتشر شد. این ترانه به رتبه یک در جدول‌های فروش یونان، مجارستان، اسکاتلند، ایسلند، لبنان و اسرائیل و همچنین در پنج رتبه برتر در یازده کشور دیگر قرار گرفت.